# Carleton (Nebraska)
Carleton es una villa ubicada en el condado de Thayer en el estado estadounidense de Nebraska. En el Censo de 2010 tenía una población de 91 habitantes y una densidad poblacional de 38,48 personas por km².

## Geografía
Carleton se encuentra ubicada en las coordenadas 40°18′12″N 97°40′54″O / 40.30333, -97.68167. Según la Oficina del Censo de los Estados Unidos, Carleton tiene una superficie total de 2.36 km², de la cual 2.36 km² corresponden a tierra firme y (0%) 0 km² es agua.

## Demografía
Según el censo de 2010, había 91 personas residiendo en Carleton. La densidad de población era de 38,48 hab./km². De los 91 habitantes, Carleton estaba compuesto por el 96.7% blancos, el 1.1% eran afroamericanos, el 0% eran amerindios, el 0% eran asiáticos, el 0% eran isleños del Pacífico, el 0% eran de otras razas y el 2.2% pertenecían a dos o más razas. Del total de la población el 0% eran hispanos o latinos de cualquier raza.